# Amymoma pulchella
Amymoma pulchella är en skalbaggsart som beskrevs av Francis Polkinghorne Pascoe 1866. Amymoma pulchella ingår i släktet Amymoma och familjen långhorningar. Inga underarter finns listade i Catalogue of Life.